# Fusatarō Teshima
Fusatarō Teshima (in giapponese 豊島房太郎, Teshima Fusatarō ) (Prefettura di Yamaguchi, 5 gennaio 1889 – 9 aprile 1979) è stato un generale giapponese, che nel corso della seconda guerra mondiale fu comandante della 2ª Armata. Dopo la fine del conflitto fu arrestato e processato a Yokohama per presunti crimini di guerra relativi all'incidente della nave ospedale Tachibana Maru, venendo condannato a tre anni di lavori forzati.

## Biografia
Nacque nella prefettura di Yamaguchi il 5 gennaio 1889, figlio di Tsurumatsu Teshima, un contadino. Dopo aver frequentato la Scuola superiore di Hofu, si diplomò all'Accademia militare (22ª classe) nel maggio 1910. Nel dicembre dello stesso anno fu nominato sottotenente di fanteria e assegnato al 42º Reggimento fanteria.
Nel novembre 1916 uscì della Scuola di guerra dell'esercito imperiale (28º Corso). Successivamente lavorò come membro del personale del Dipartimento di ricerca militare, fu membro del personale dell'Ufficio per gli affari militari del Ministero della guerra, effettuò un viaggio di studio nelle Filippine e uno in Europa, e fu comandante di battaglione del 33º Reggimento fanteria.
Tra il 1 agosto 1931 e il 5 marzo 1934, quando fu promosso colonnello, prestò servizio presso il quartier generale dell'Armata Chōsen in Corea. Assunto il comando del 23º Reggimento fanteria, lo mantenne sino al 7 marzo 1936 quando divenne capo di stato maggiore della 1ª Divisione fanteria. Il 1 novembre 1937, promosso maggior generale, fu assegnato alla 12ª Divisione territoriale, e il 5 aprile 1938 fu trasferito al comando della 27ª Brigata fanteria.
Tra il 9 marzo 1940 e il 1 agosto dello stesso anno prestò servizio come Capo dell'Ufficio Affari Generali, presso il quartier generale della polizia militare (Kempeitai), e tra il 1 agosto e il 28 settembre dello stesso anno fu Maresciallo prevosto. Promosso tenente generale il 1 agosto 1940, il 28 settembre fu nominato comandante della 3ª Divisione fanteria operante in Cina. Dopo l'entrata in guerra del Giappone, avvenuta il 7 dicembre 1941, il 24 dello stesso mese assunse il comando del Deposito della Divisione Guardie Imperiali a Tokyo. Il 10 giugno 1943 assunse il comando della 1ª Divisione Guardie Imperiali, sostituendo il generale Takuma Nishimura che era stato indicato colpevole di crimini di guerra in Malesia da due successivi rapporti.  Il 29 ottobre dello stesso anno fu trasferito al comando della 2ª Armata, operante in Manciuria, in sostituzione di Yoshio Kozuki. Successivamente la 2ª Armata fu trasferita nell'area della Nuova Guinea Olandese, stabilendo il suo quartier generale a Morotai, nella penisola di Volgekop, ricevendo una nuova divisione di fanteria dalla Cina e la 7ª Divisione aerea di stanza ad Ambon. Nel marzo 1944 la sua area di competenza, che comprendeva il nord-ovest della Nuova Guinea Olandese fino alla latitudine di 140° est e e il nord delle Montagne Sneeuw, fu estesa sino a Wewak, mentre fu ordinato il trasferimento di ulteriori tre divisioni della Cina.  La sua armata, forte di 50.000 uomini, comprendeva la 36ª (generale Yuichiro Nagano), 32ª (generale Kaho Ishii) e 35ª Divisione (generale Shunkiki Ikeda) e la 57ª Brigata mista indipendente (generale Shiniki Endo).
Il 9 settembre 1945 firmò a Morotai la capitolazione dell'Armata nelle mani del generale sir Thomas A. Blamey, comandante in capo della forza terrestre alleata operante nell'area del Pacifico del sud-ovest, consegnando la sua spada da samurai, e lasciando il comando dell'Armata, Nel marzo 1946 fu posto definitivamente in pensione, e il 3 maggio successivo venne arrestato in quanto sospettato di presunti crimini di guerra relativi all'incidente della nave ospedale Tachibana Maru. Processato a Yokohama tra il 15 marzo e il 13 aprile 1948 venne condannato a tre anni di lavori forzati, ma fu poi rilasciato. Dal marzo 1961 al marzo 1969 fu presidente della Associazione dei soldati giapponesi disabili. Si spense il 9 aprile 1979.

### Fonti
1. 1 2 3 4 5 6 7 8 9 10  Generals.
2. 1 2 3 4  Hata 2006, p. 109.
3. 1 2  The Pacific War Online Encyclopedia.
4. 1 2  Rottman 2002, p. 226.
5. 1 2  Morison 1981, p. 66.
6. ↑  Rottman 2002, p. 227.
7. ↑  Australian War Memorial.